# Carrer de Prat de la Riba (Reus)
El Carrer de Prat de la Riba és un carrer del municipi de Reus (Baix Camp) inclòs en l'Inventari del Patrimoni Arquitectònic de Catalunya.

## Descripció
Va de la plaça del Pintor Fortuny fins al Passeig de Sunyer. Els edificis conserven el pla de la façana, amb alternança de buits i plens. Obertures de forma rectangular disposades verticalment que corresponen als balcons simètricament composts, amb baranes de ferro forjat i de pedra, al costat de buits amb una altra forma. Els murs i les façanes estan arrebossats, estucats i d'obra vista. Hi ha també algun exemple d'encoixinat. Tot el conjunt presenta poca ornamentació. La tipologia dels edificis és unitària, les plantes baixes són comerços i als pisos hi ha habitatges i oficines. En aquest indret cal tenir en compte, per la seva importància arquitectònica, el Mercat Municipal, les Escoles Prat de la Riba, la Casa Cochs i l'Església de Sant Joan.

## Història
El nom del carrer se li va posar el 1921, com a homenatge a Enric Prat de la Riba, primer president de la Mancomunitat. Abans es deia camí de l'Aleixar, ja que conduïa (i condueix) al poble veí de l'Aleixar. És un dels carrers producte de l'eixample ciutadà del segle xviii, d'aquí la seva amplada per facilitar el trànsit de carruatges comercials. El novembre de 1912 hi començaren les obres de l'Església de Sant Joan, que quedà inacabada. El carrer va ser afectat pels bombardejos de la Guerra Civil, que van destruir un dels més importants edificis senyorials de la ciutat, la Casa Gay Borràs. La part final del carrer no es va poder urbanitzar fins a finals del segle xix, ja que la banda esquerra, si més no, era ocupada per l'antic hort del convent dels carmelites destruït el 1853. Cap al 1974, en un dels últims projectes especulatius de l'espai urbà promogut pel franquisme, es va enderrocar la Casa Quer, propietat de Lluís Quer Cugat des de mitjans del segle xix, i després de la seva família. El nom del carrer va ser substituït el 1939 pel d'Avenida de Calvo Sotelo.